# 창 - 황무지의 드라마
《창 - 황무지의 드라마》(Chang: A Drama Of The Wilderness)는 미국에서 제작된 어니스트 B. 쇼드사크 감독의 1927년 영화이다. 머리안 C. 쿠퍼 등이 제작에 참여하였다.